# Antongilia annulicornis
Antongilia annulicornis är en insektsart som beskrevs av Ludwig Redtenbacher 1906. Antongilia annulicornis ingår i släktet Antongilia och familjen Bacillidae. Inga underarter finns listade i Catalogue of Life.